# Masdevallia arminii
Masdevallia arminii är en orkidéart som beskrevs av Jean Jules Linden och Heinrich Gustav Reichenbach. Masdevallia arminii ingår i släktet Masdevallia och familjen orkidéer. Inga underarter finns listade i Catalogue of Life.